# Gaurettersheim
Gaurettersheim ist ein Gemeindeteil des Marktes Bütthard im unterfränkischen Landkreis Würzburg in Bayern.

## Geografische Lage
Gaurettersheim liegt im äußersten Osten des Büttharder Gemeindegebietes am Insinger Bach. Nördlich liegt Höttingen, weiter im Nordosten beginnt das Gebiet der Gemeinde Giebelstadt mit dem Ortsteil Euerhausen. Im Osten, getrennt durch die Bundesstraße 19, liegt Sächsenheim als Teil der Gemeinde Sonderhofen. Im Süden befindet sich Tiefenthal. Mit Simmringen beginnt im Südwesten das Gebiet der Gemeinde Igersheim im baden-württembergischen Main-Tauber-Kreis. Westlich liegt Bütthard.

## Geschichte
Gaurettersheim war bereits in romanischer Zeit ein wichtiger kirchlicher Stützpunkt für die Gemeinden der Umgebung. An der Stelle der heutigen Pfarrkirche stand damals ein Zentralbau, der erstmals im Jahr 1294 urkundlich erwähnt wurde. Einer Sage nach entstanden Gaurettersheim, Grünsfeldhausen und Oberwittighausen durch einen Riesen, dessen angebliche Rippe noch in der heutigen Kirche aufbewahrt wird. Im Jahr 1972 wurde der Ort Teil der Gemeinde Bütthard.

## Baudenkmäler
Den Mittelpunkt des Dorfes bildet die katholische Pfarrkirche St. Michael. Der heutige Bau geht auf die zweite Hälfte des 19. Jahrhunderts zurück und entstand als Saalbau mit eingezogenem Turm. Der westlich angebaute Turm schließt mit einem Pyramidendach ab. Ursprünglich war die Kirche von einer Befestigung umgeben. In der Nähe der Kirche befindet sich der Friedhof. Mit dem ehemaligen Pfarrhof steht ein barocker Bau des 18. Jahrhunderts inmitten des Dorfes.
Aus dem 18. bzw. 19. Jahrhundert haben sich weitere Bauten im Dorf erhalten. Bereits im 18. Jahrhundert lebte der Ort von der Landwirtschaft, die teilweise zweigeschossigen Bauten zeugen von einem gewissen Reichtum der Bewohner. Mehrere Bildstöcke und Kleindenkmäler im Dorf und seiner Umgebung gehen meist auf private Stifter zurück.

## Persönlichkeiten
- Adalbert Ludwig Balling (1933–2024, geboren in Gaurettersheim), Missionar und Autor